# Håstaholmen
Håstaholmen är ett före detta sågverksområde i Hudiksvall, inom vilken verksamhet av industriell typ har pågått sedan 1873 fram till 1989. Under 1870-talet uppfördes en sågverksmaskin och hyvleri med syfte att tillverka virke för export till Europa. Denna tillverkning bedrevs fram till 1920-talet då anläggningen moderniserades. Under perioden 1873–1989 bedrev Holmen Timber (f.d. Iggesund Timber AB) sågverksamhet. Utöver detta har det även förekommit tillverkning av hus, inredning, trämjöl, lådor och parkettgolv.